# Fokker C.VII
Il Fokker C.VII-W era un idrovolante monomotore biplano multiruolo sviluppato dall'azienda aeronautica olandese Fokker nella seconda metà degli anni venti del XX secolo.

## Storia del progetto
Nel corso del 1928, in risposta ad un requisito emesso dall'aviazione di marina olandese, la ditta Fokker sviluppò, utilizzando come modello il precedente Fokker C.V, un velivolo idrovolante da addestramento biposto, con secondarie capacità di ricognizione, designato C.VII-W.
Il prototipo volò nel corso dello stesso anno ed ottenne subito un ordine per 12 esemplari (matricole V-1/V-12) destinati a prestare servizio nelle Indie orientali olandesi in forza all'aviazione di marina. Le consegne dei primi esemplari iniziarono l'8 ottobre 1928 e terminarono nel 1929, ma nel 1930 l'aviazione navale ordinò ulteriori 18 esemplari (matricole L-1/L-18) da utilizzare per l'addestramento in madrepatria. Il primo esemplare fu consegnato nell'ottobre 1930 e l'ultimo il 25 agosto 1932.

## Tecnica
Il Fokker C.VII-W era un idrovolante con galleggianti a scarponi biplano, di costruzione mista in legno e metallo. La configurazione alare era biplana, con ali sesquiplane dritte di apertura diseguale, di costruzione lignea e rivestite in tela  e compensato, unite tra di loro da montanti ad N rinforzati da cavi d'acciaio. Gli alettoni erano installati solo sull'ala superiore. La fusoliera, posizionata a livello dell'ala inferiore, era costruita in tubi d'acciaio saldato e rivestita in tessuto. L'impennaggio di coda era del tipo classico monoderiva, dotato di piani orizzontali controventati.
L'aereo era biposto dotato di una cabina di pilotaggio ad abitacoli aperti, posti in tandem, e destinati al pilota e all'osservatore/mitragliere. Gli abitacoli erano dotati di parabrezza.
La propulsione fu inizialmente affidata ad un motore Armstrong Siddeley Lynx IVC, radiale  a 7 cilindri raffreddati ad aria, erogante la potenza di 225 hp azionante un'elica a passo fisso bipala lignea, poi sostituito da un Hispano-Suiza 9 erogante la potenza di 450 CV. L'armamento difensivo si basava su due mitragliatrici, una FN-Browning calibro 7,62 mm fissa anteriore, sparante attraverso il disco dell'elica e dotata di sistema di sincronizzazione, e una brandeggiabile Lewis da 7,7 mm utilizzata posteriormente dall'osservatore.

## Impiego operativo
Entrato in servizio dapprima in ambito coloniale e poi in madrepatria, l'aereo venne utilizzato anche per attività sperimentale, come l'imbarco sul sommergibile HNLMS K.XV.
All'atto dell'attacco tedesco, il 10 maggio 1940, il modello era stato ritirato dal servizio di prima linea e utilizzato per attività addestrative. Nei Paesi Bassi si trovavano 8 esemplari di stanza sulla base aerea di De Mok (Marinevliegkamp De Mok) che furono tutti distrutti dalla Luftwaffe durante l'invasione tedesca all'inizio della seconda guerra mondiale.
Nel dicembre dello stesso anno almeno 6 esemplari si trovavano operativi nelle Indie Orientali, utilizzati per l'addestramento e di questi 6 erano ancora in servizio quando il Giappone lanciò l'attacco nel marzo 1942. Nessuno di essi sopravvisse ai combattimenti, in quanto furono distrutti dal personale della MLD al fine di evitarne la cattura.

## Utilizzatori
Paesi Bassi
- Marine Luchtvaartdienst

### Annotazioni
1. ↑  La sigla "W" sta ad indicare la versione "idrovolante", in olandese "Watervliegtuig"
2. ↑  Si trattava degli esemplari L-2, L-3, L-4, L-5, L-13, L-14, L-17 e L-18. L'esemplare L-15 era andato perso per incidente a Marsdiep il 12 maggio 1938, gli L-6 e L-10 andarono persi per incidente lo stesso giorno, l'8 luglio 1938, il primo a Kampen e il secondo a Schellingwoude. L'esemplare L-1 andò perso per incidente il 23 agosto 1938 e L-12 il 25 aprile 1939, entrambi a Schellingwoude. Gli esemplari L-9, L-11 e L-16 furono radiati all'inizio del mese di maggio 1940.
3. ↑  Si trattava degli esemplari V-2, V-3, V-4, V-5, V-7 e V-8. Il V-1 era stato radiato nel dicembre 1938, il V-6 e V-12 vennero radiati nel gennaio 1939 e il V-10 e V-11 nel dicembre dello stesso anno. L'esemplare V-9 andò perso per incidente a Morokrembangan il 15 maggio 1941.

### Fonti
1. ↑  Taylor 1989, p. 404.
2. 1 2 3 4 5  Уголок неба.
3. 1 2 3 4  Womack 2015, p. 68.